# スク・スク
スクスク、スク・スク
- 音楽ジャンルの一つ。
- 1960年代に各国で流行した楽曲。本項で記述。

「スク・スク」（Sucu Sucu）は、1961年前後に世界各国でそれぞれカバー・リリースされた楽曲である。

## 楽曲解説
元々はボリビア在住のタラテーニョ・ロハス の作品である。1959年発表。1961年頃よりヨーロッパ各国で流行した音楽であった。
スク・スクは当時日本でも各レコード会社がドドンパ・パチャンガに次ぐ第3のリズムとして注目していた（また、それに続く第4のリズムとしてチュンガ（ペレス・プラードが生み出したリズムの一つ）も注目された）。
この楽曲は日本のみならず世界各国でもカバーされた。中には世界的に有名な歌手の1人であるカテリーナ・ヴァレンテによるカバーも存在する。
1961年7月に日本語訳されたものがザ・ピーナッツの歌唱によりキングレコードから発表された。同月にはダニー飯田とパラダイスキング、翌8月には西田佐知子等、日本の各歌手及び楽団が本作をカバーし発表、競作となった。数ある競作の中で一番ヒット、浸透したのはザ・ピーナッツ版である。
ザ・ピーナッツ版の歌詞は2種類あり、初期は「麻薬に良く似た スク・スクの味」と歌詞の中にあったが、後年の再録音時に当該箇所が「何とも言えない スク・スクの味」と変更された。歌詞変更の詳細な理由については不明である。
なお、1961年大晦日の『第12回NHK紅白歌合戦』ではザ・ピーナッツが歌唱した。またザ・ピーナッツの楽曲に「スク・スク・ドール」があるが、本作「スク・スク」とは無関連である。

## 主な歌唱（演奏）
日本国外の歌手・演奏者
- カテリーナ・ヴァレンテ（イタリア語版、英語版）
- ザビア・クガート楽団
- スカタライツ - アルバム『モア・オリジナル・スカ』収録。
- ニーナとフレデリック
- ピン・ピンとアル・ヴェルレーヌ楽団
- The Laurie Johnson Orchestra - 曲名は「Sucu Sucu (Theme From 'Top Secret')」。

日本の歌手・演奏者
- 丘優子 - コロムビア盤。訳詞：漣健児
- ザ・ピーナッツ - キングレコード盤。訳詞：音羽たかし、編曲：宮川泰
- 島あけみ - テイチク盤。訳詞：漣健児
- スマイリー小原とスカイライナーズ
- 竹越ひろ子 - ビクター盤。曲名は「スク・スク・スキ」。訳詞：井田誠一
- ダニー飯田とパラダイスキング - 東芝レコード盤。曲名は「パラキンのスクスク」。訳詞：渡舟人、編曲：ダニー飯田
- 竹中直人 - アルバム『かわったかたちのいし』収録。ダニー飯田とパラダイスキングと同じ歌詞でカバー。編曲：鈴木慶一
- 東京キューバン・ボーイズ
- 西田佐知子 - ポリドール盤。B面は万代陽子の「デンデラレンケン」。

他、多数。

## 備考
JASRACに於いては2018年現在、外国作品／出典：PJ (サブ出版者作品届)   ／作品コード 0S0-9920-9 SUCU SUCU として登録。計18組の歌手・楽団が「アーティスト」とされている。
出版者はEDITORIAL LAGOS Ⓐ 301 / 373。日本でのサブ出版はワーナー・チャペル音楽出版　株式会社　Ｓｙｎｃｈ事業部が保有している。
訳詞は漣健児が登録、音羽たかしは未登録である。

## 主要参考文献
- ザ・ピーナッツ メモリーズBOX付属解説書（2004年11月26日発売）